# Яков Шахар
Яков Шахар (івр. יעקב שחר; нар. 8 квітня 1941, Нес-Ціона) — ізраїльський бізнесмен, філантроп, власник і президент футбольного клубу «Маккабі» Хайфа з 1992 року.
Яков Шахар співвласник компанії Mayer Group, Компанія імпортує автомобілі Volvo і Honda, а також автобуси, вантажівки і машинобудівне обладнання, вироблене Volvo. У період з 2002 по 2007 рік компанія також контролювала страхову компанію Phoenix Insurance, поки вона не була продана Delek Group з великим прибутком.